# Clemens Gadenstätter

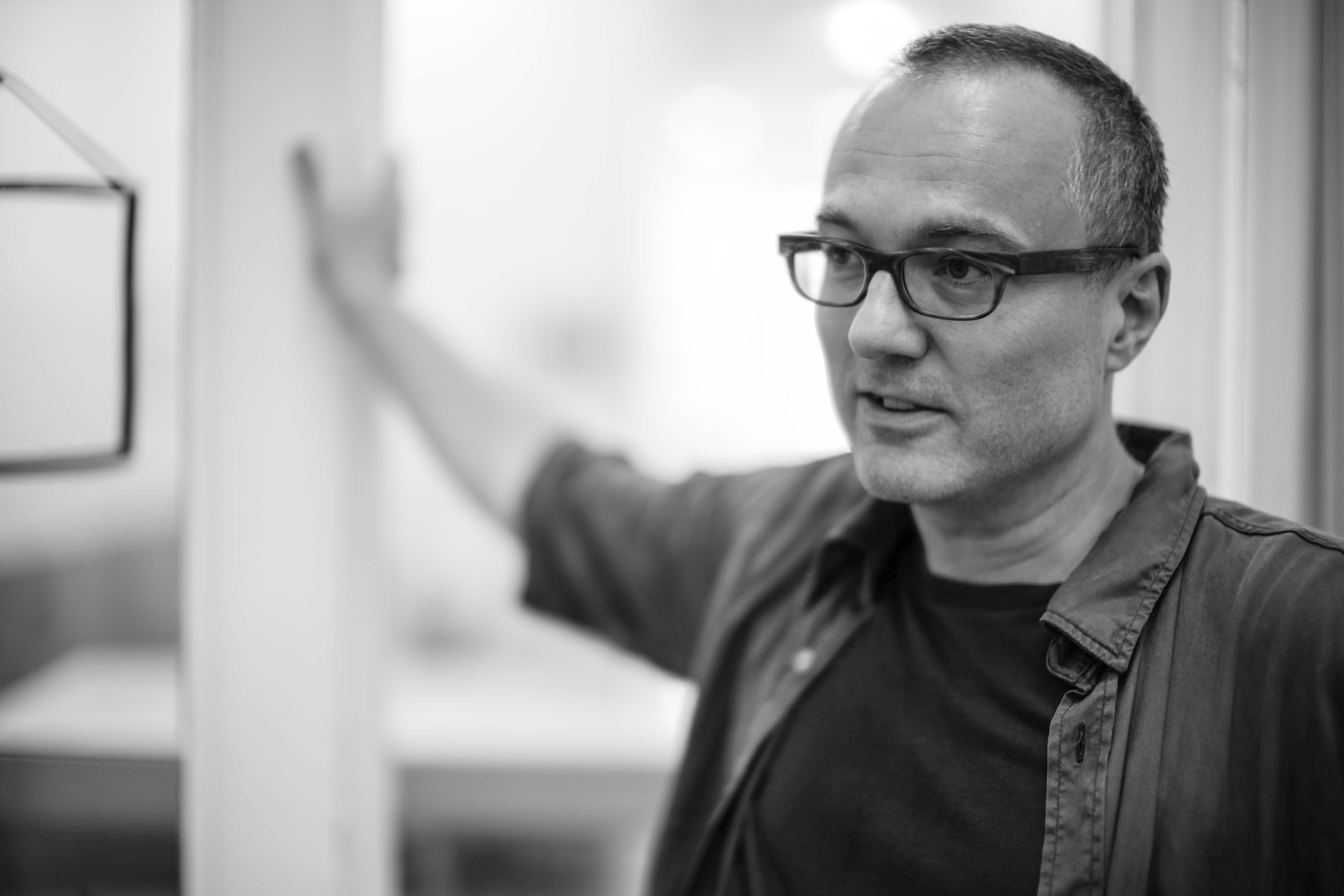
Clemens Gadenstätter 2017

Clemens Gadenstätter (* 26. Juli 1966 in Zell am See) ist ein österreichischer Komponist und Dirigent.

## Leben
Gadenstätter studierte an der Universität für Musik und darstellende Kunst Wien Komposition bei Erich Urbanner und Konzertfach Flöte bei Wolfgang Schulz. Danach absolvierte er postgradual Kompositionsstudien an der Hochschule für Musik und Darstellende Kunst Stuttgart bei Helmut Lachenmann. Seit dem Jahr 1995 ist Gadenstätter Lehrbeauftragter an den Musikuniversitäten in Wien und Graz. An der Universität für Musik und darstellende Kunst Graz ist er seit dem Jahr 2003 Professor für Komposition und Musiktheorie.
Im Sommersemester 2013 war er Gastprofessor für Komposition an der Musikhochschule Dresden. Außerdem war er 2014 Dozent bei den Darmstätter Ferienkursen für Neue Musik, 2013 und 2015 bei Impuls Academy Graz und 2015 Dozent bei der Masterclass for Composition in Kiew. Von 1995 bis 2000 war er Herausgeber der Musikzeitschrift ton der IGNM-Sektion Österreich.

## Kompositionsaufträge
Gadenstätter erhielt Kompositionsaufträge unter anderem von der Musik-Biennale Berlin, den Salzburger Festspielen, den Wittener Tagen für neue Kammermusik / WDR, dem Südwestrundfunk (Donaueschinger Musiktage 2001, 2005, 2012), dem Festival ULTIMA – Oslo, dem ORF, dem Konzerthaus Berlin, der Wiener Konzerthausgesellschaft, von Musik der Jahrhunderte – Stuttgart, Wien Modern, der Musikbiennale Salzburg, dem Steirischen Herbst, dem Klangforum Wien, dem Ensemble recherche, den Neuen Vokalsolisten Stuttgart, dem Ensemble Modern, dem Ensemble Contrechamps Genf und Ensembles wie dem Ensemble Recherche, dem oenm – Salzburg, dem Trio Accanto, dem Ensemble L’Instant Donné (Paris), dem Ensemble ASAMISIMASA (Oslo), Ensemble Ascolta (Stuttgart), dem Ensemble Nikel.
Seit 1992 gab es diverse Zusammenarbeiten mit Künstlern wie Joseph Santarromana, Rose Breuss, Toni Kay und Lisa Spalt.

## Auszeichnungen
- 1992: Forum junger Komponisten – WDR Köln
- 1997: Förderpreis der Stadt Wien für Musik[3]
- 1997: Publicitypreis des SKE-Fonds der AKM/Austro Mechana[4]
- 2003: Erste-Bank-Kompositionspreis[5]
- 2006: Stipendiat des Berliner Künstlerprogramms des DAAD

## Werke (Auswahl)
Schwerpunkt von Gadenstätters Werken ist die Arbeit am Banalen sowie die an der musikalischen Ikonographie. Seit dem Jahr 2010 steht die Idee der Bearbeitung des „Verstehens im Hören“ im Fokus seiner Arbeit. Seine Musik arbeitet an den Bedingungen der Möglichkeit für andere Wahrnehmungs- und Erlebnisformen. Musik ist für ihn ein anthropologisches Projekt – zugleich Studie der menschlichen Perzeption und Erforschung von deren Erweiterungs- und Veränderungsmöglichkeiten. Musik wird auf diese Weise politisch im Sinne einer Politik der Wahrnehmungs- und Verstehensformen.
Die Werke von Clemens Gadenstätter sind verlegt bei Ariadne Verlag, Wien und Edizioni Musicali Rai Trade, Roma/Milano.

### Ensemblemusik
- Trio – für Geige, Bratsche und Violoncello (1990)[6]
- Trio – für Geige, Bassklarinette und Klavier (1990–1991)[6]
- Duo für Violine und Violoncello – Studie I (1992)[6]
- Versprachlichung – Musik für acht Instrumente und Tonband nach einem Text von Platon (1992–1994)[6]
- Versprachlichung – Videoinstallation, acht Instrumente und Tonband (1994)[6]
- Variationen und alte Themen – Quartett für Posaune, Gitarre, Cello und Kontrabass (1996)[6]
- schlagsaiten – Kleine Studie für 2 Gitarren (1997)[6]
- Songbook # 0-11 – Trio für Saxophon, Schlagzeug und Klavier (2001)[6]
- FIGURE - ICONOSONICS I – Quintett für Klarinette, Klavier, Violine, Viola und Violoncello (2009)[6]
- BODIES - ICONOSONICS II – für E-Gitarre, Akkordeon und Elektronik (2009–2010)[6]
- WEH – Madrigal 2 (2010–2011)[6]
- Sad Songs – Quartett für Saxofon, E – Gitarre, Schlagzeug und Klavier (2012)[6]
- häuten (Paramyth I) – Streichquartett Nr. 1 (2012)[6]
- schlitzen (Paramyth 2) – Quartett für zwei Violinen, Viola und Violoncello (2014)[6]
- reissen (Paramyth 3) – Quartett für zwei Violinen, Viola und Violoncello (2014)[6]

### Orchestermusik
- Musik für Orchesterensembles (1990/1994)[6]
- auf takt – Musik für großes Orchester (1997–1999)[6]
- Polyskopie (2000–2001)[6]
- powered by emphasis (ballade 2, 3, 4) – für Stimme, Combo, Chöre, Orchester und Elektronik, Text: Lisa Spalt (2005)[6]
- FLUCHTEN/AGORASONIE – Für Solisten, Orchester und Raum (2009)[6]

### Kammermusik
- Comic sense – Konzert für Klavier- und Keyboardsolo und Ensemble (2003)[6]
- SEMANTICAL INVESTIGATIONS I – für Violine solo (2006)[6]
- SEMANTICAL INVESTIGATIONS II – für 11 Instrumente (2007)[6]
- Bildstudie: mit Ruttman op. 3 – für Ensemble und Licht(-bilder) (2011)[6]
- ES – Für Sprechstimme, Stimme, Ensemble, Elektronik und Film, Text: Lisa Spalt (2011)[6]

## Diskografie
- Porträt-CD „Clemens Gadenstätter“ (ORF, Edition Zeitton 221)
- Porträt-CD „Clemens Gadenstätter“ (DURIAN 015-2)
- Clemens Gadenstätter: „Polyskopie“ (Col Legno; CD der Donaueschinger Musiktage 2001)
- „Clemens Gadenstätter: COMIC SENSE“ (Kairos Music Productions, 2003)[2]
- „Clemens Gadenstätter: SONGBOOK“ (Col Legno Contemporary)
- Porträt-CD „Clemens Gadenstätter“ (Col Legno 2012)
- Portrait CD „Clemens Gadenstätter – ICONOSONICS / SEMANTICAL INVESTIGATIONS“(KAIROS RECORDS 2016)
- Clemens Gadenstätter/Lisa Spalt: Tal para qual – Szene nach Francisco Goya auf: Capriccios Goyescos 1/2 (Jürgen Ruck, Darbinghaus und Grimm)
- Clemens Gadenstätter: Musik für Soloflöte (Beatrix Wagner, Flöte. „Spiegelungen“; Edition Zeitklang 2011; Orchesterwerke (Col Legno Contemporary 2012))
- Clemens Gadenstätter/Lisa Spalt: WEH – Madrigal 2 Col Legno Contemporary.
- Clemens Gadenstätter/Lisa Spalt tal para qal; auf: reciprocity – Nico Couk, guitars champdaction
- bersten/platzen; ORF CD 3179 (Edition Zeitton; Florian Kitt (Vlc) & Aima Maria Labra-Makk (Piano))